# Olivese
Olivese (in corso Livesi) è un comune francese di 272 abitanti situato nel dipartimento della Corsica del Sud nella regione della Corsica.

## Società

### Evoluzione demografica
Abitanti censiti